# Igor Rakočević
Pour les articles homonymes, voir Rakočević.
Igor Rakočević, né le 29 mars 1978 à Belgrade en Serbie, est un joueur serbe de basket-ball évoluant au poste de meneur.

## Biographie
Né à Belgrade, il débute à l'Étoile rouge de Belgrade. Après un passage à Budućnost Podgorica, il rejoint en 2002 les Timberwolves du Minnesota qui l'avaient choisi lors de la draft 2000. Il y joue 42 matchs avant de voir son contrat rompu à la fin de la saison. Recruté par les Spurs de San Antonio pour la saison suivante, il est rapidement coupé et revient en Europe, en Liga ACB. Il joue d'abord avec Valence, puis le Real Madrid avant de rejoindre les Basques de Tau Vitoria.

## Palmarès

### En club
- Champion de Serbie-et-Monténégro : 1997, 2000
- Coupe de Serbie-et-Monténégro : 2001
- Champion d'Espagne 2008

### Sélection nationale
- Championnat du monde masculin de basket-ball
  -  Médaille d'or au Championnat du monde 2002 à Indianapolis
- Championnat d'Europe
  -  Médaille d'or au Championnat d'Europe 2001 en Turquie
  - Participation au Championnat d'Europe 2005 en Serbie-et-Monténégro

### Distinctions personnelles
- MVP de la Ligue serbe 2001.
- Trophée Alphonso-Ford récompensant le meilleur marqueur de l'Euroligue en 2007, 2009 et 2011
- Nommé dans le second cinq de l'Euroligue 2006-2007.
- Nommé dans le meilleur cinq de l'Euroligue 2008-2009.